# سیوایا سوبرامونیاسوامی
سیوایا سوبرامونیاسوامی (۱۹۲۷-۲۰۰۱) که طرفدارانش وی را با نام گرودِوا نیز می‌شناسند، در اُکلَند کالیفورنیا به دنیا آمد. وی در دوره جوانی شیواپرستی را برگزید و به هند و سریلانکا سفر کرد؛ جایی که در آن تعلیمات دینی خود را از یوگاسوامی جافانا دریافت نمود. وی در سال ۱۹۷۰ در هاوایی یک دیر هندوئیسم به وجود آورد و نیز مجله هندوئیسم تودی را بنا نهاد.